# İsmayıllı (distriktshuvudort i Azerbajdzjan)
İsmayıllı (ryska: Исмаиллы) är en distriktshuvudort i Azerbajdzjan.   Den ligger i distriktet İsmayıllı Rayonu, i den centrala delen av landet, 150 km väster om huvudstaden Baku. İsmayıllı ligger 579 meter över havet och antalet invånare är 13 610.
Terrängen runt İsmayıllı är varierad. İsmayıllı är det största samhället i trakten.
Trakten runt İsmayıllı består till största delen av jordbruksmark. Runt İsmayıllı är det ganska glesbefolkat, med 34 invånare per kvadratkilometer.